# Nezakcij
Nezakcij (Vizače, lat. Nesactium), najstariji je grad u Istri, a nalazi se između Valture i Muntića u blizini pulske zračne luke.
Na jugoistočnim obroncima istarskog poluotoka, iznad zaljeva Budava, na jezičcu zvanom Vizače, ostali su kroz vijekove sačuvani ostaci prapovijesnog, antičkog i kasnoantičkog grada. Prve vijesti o Nezakciju potječu iz antičkih pisanih izvora (Tit Livije, 41, 11), a materijalna potvrda da Vizače predstavljaju ostatke grada sa slavnom prošlošću, potvrđena je početkom 20. stoljeća, nalazom zavjetnog žrtvenika caru Gordijanu (3. st.) na kojoj se spominje Res Publica Nesactiensium.
Danas mjesto predstavlja svojevrstan arheološki park s konzerviranim arhitektonskim ostacima antičkog i kasnoantičkog doba. Lokalitet je okružen s 800 m istraženih bedema. Na samom ulazu u grad, između rimskih i prapovijesnih vrata, nalazila se bogata prapovijesna nekropola. Pronađene urne i predmeti koji su kao prilog položeni u grobove ukazuju na slojevitost naseljavanja i pokapanja od 9. st. pr. Kr. do rimskog osvajanja. Domaći proizvodi i luksuzna uvezena roba povezuju Nezakcij i histarsku kulturu, čiji je ovo bio centar, s kulturama gotovo cijelog Sredozemlja i srednje Europe. 
Rimljani su poslije opsade 177. pr. Kr. porušili grad, a na istom mjestu u doba cara Augusta izgradili novi s dobro organiziranom urbanističkim likom. Na centralnom platou izgrađen je forum s tri hrama, prostrane terme, no i druge građevine javnog i privatnog karaktera. Na padinama se nalaze ostaci privatnih građevina, a bogata nekropola pružala se duž ceste koja je iz Pule vodila u grad. Predmeti visoke umjetničke vrijednosti govore o zavidnom kulturnom dometu grada u rimsko vrijeme. Nezakcij je imao određeni stupanj municipalne autonomije u odnosu na obližnju Pulu (Colonia iulia Pola), na čijem se području nalazio.  
Postupnim slabljenjem rimske države dolazi do znakovitih promjena: od antičkog municipija grad je pretvoren u kasnoantičko utvrđeno naselje. Prostorije termi pretvorene su u stambene i gospodarske objekte, dok je južni dio tijekom 5. st. preuređen u dvije monumentalne kultne građevine. Prva, sjeverna i nešto veća, južna bazilika, predstavljaju značajan prilog poznavanju ranokršćanske arheologije. Grad je preživio pad Rimskog imperija i buđenje kršćanstva, ali nije odolio barbarskim napadima početkom 7. st.
Uz Nezakcij se povezuje legenda o posljednjem histarskom kralju Epulonu, o kojemu govori Tit Livije (41, 1-11)

## Poveznice
- Arheološki muzej Istre

## Vanjske poveznice
- O Nezakciju u članku "Crkveno graditeljstvo", str. 331–334., časopis "Građevinar"
- Nezakcij Hrvatska tehnička enciklopedija, portal hrvatske tehničke baštine. LZMK